# Löbau-Zittau
Löbau-Zittau (Bản mẫu:Lang-wen) là một huyện cũ ở phía đông của Bang tự do Sachsen, Đức. Các huyện giáp ranh là: Bautzen ở tây bắc và Niederschlesischer Oberlausitzkreis ở phía bắc. Phía đông là Ba Lan, còn phía nam là Cộng hòa Séc.

## Lịch sử
Huyện được lập năm 1994 thông qua việc sáp nhập hai huyện cũ Löbau và Zittau. Tháng 8 năm 2008, huyện này thuộc huyện mới Görlitz.

## Địa lý
Sông chính chảy qua huyện này là sông Lusatian Neisse, tạo thành biên giới với Ban Lan. Cảnh quan đồi núi ở huyện này có Lausitzer Bergland; Nơi cao nhất là Lausche cao 793 m trên mực nước biển.

## Thị xã và đô thị
| Thị xã | Đô thị | |
| --- | --- | --- |
| 1. Bernstadt auf dem Eigen 2. Ebersbach 3. Herrnhut 4. Löbau 5. Neugersdorf 6. Neusalza-Spremberg 7. Ostritz 8. Seifhennersdorf 9. Zittau | 1. Beiersdorf 2. Berthelsdorf 3. Bertsdorf-Hörnitz 4. Dürrhennersdorf 5. Eibau 6. Großhennersdorf 7. Großschönau 8. Großschweidnitz 9. Hainewalde 10. Jonsdorf 11. Lawalde 12. Leutersdorf | 1. Mittelherwigsdorf 2. Niedercunnersdorf 3. Obercunnersdorf 4. Oderwitz 5. Olbersdorf 6. Oppach 7. Oybin 8. Rosenbach 9. Schönau-Berzdorf 10. Schönbach 11. Strahwalde |